# 梅特罗戈罗多克区
梅特罗戈罗多克区（俄語：район Метрогородок）是莫斯科东行政区的一区，面积27.56平方公里，人口40,122人，该区的大部分领土被驼鹿岛国家公园占据。罗科索夫斯基林荫路站和白石站位于此区内。